# Kontoplan
Kontoplan är ett begrepp inom bokföring. Det är en förteckning över alla de konton ett företag använder för sin bokföring.
Idag använder nästan alla svenska företag någon variant av BAS-kontoplanen, som togs fram på 1970-talet. BAS-kontoplanen finns i en rad olika varianter, som kan väljas beroende på företagets bransch.
| Kontoklass | Konton                                  | Konton |
| ---------- | --------------------------------------- | ------ |
| Klass 1    | Tillgångar                              |        |
| Klass 2    | Eget kapital och skulder                |        |
| Klass 3    | Intäkter                                |        |
| Klass 4    | Material- och varukostnader             |        |
| Klass 5-6  | Övriga kostnader                        |        |
| Klass 7    | Personalkostnader                       |        |
| Klass 8    | Intäkter och kostnader av särskilt slag |        |
| Klass 9    | Internredovisning                       |        |

Kontoklassen utgör den första siffran i kontonumret. Normalt har bokföringskonton fyra siffror, men de kan också ha fler. Andra siffran utgör då kontogrupp och de sista siffrorna kontots nummer.